# Irreligious
Irreligious je drugi studijski album portugalskog gothic metal-sastava Moonspell. Album je 29. srpnja 1996. godine objavila diskografska kuća Century Media Records.

## O albumu
Sastav je 1. listopada 1996. godine objavio svoj prvi glazbeni spot za pjesmu "Opium", koja je istog dana bila objavljena i kao singl.
Kako bi promovirala album, skupina je 1996. godine otišla na dvije europske turneje s grupama Samael i Type O Negative.
Pjesmu "Full Moon Madness" sastav uglavnom svira kao posljednju pjesmu tijekom svakog nastupa; prije samog početka pjesme, pjevač Fernando Ribeiro često prstom crta krug (koji je simbol mjeseca) iznad publike. Pjesme "Awake!" i "A Poisoned Gift" sadrže snimku glasa Aleistera Crowleya; u prvoj pjesmi recitira svoju pjesmu "The Poet", a u drugoj pjesmu "La Gitana". Do reizdanja albuma dolazi 20 godina poslije origalnog izdanja u listopadu 2016. godine.

## Popis pjesama
Tekstovi: Fernando Ribeiro. 
| 1.    | »Perverse... Almost Religious« (instrumental) | 1:07 |
| 2.    | »Opium«                                       | 2:46 |
| 3.    | »Awake!«                                      | 3:05 |
| 4.    | »For a Taste of Eternity«                     | 3:51 |
| 5.    | »Ruin & Misery«                               | 3:47 |
| 6.    | »A Poisoned Gift«                             | 5:33 |
| 7.    | »Subversion«                                  | 2:42 |
| 8.    | »Raven Claws«                                 | 3:13 |
| 9.    | »Mephisto«                                    | 4:56 |
| 10.   | »Herr Spiegelmann«                            | 4:33 |
| 11.   | »Full Moon Madness«                           | 6:47 |
| 42:20 |                                               |      |

## Recenzije
Stephen Thomas Erlewine, glazbeni kritičar sa stranice AllMusic, dodijelio je albumu dvije i pol od pet zvjezdica te je izjavio: "Moonspellov Irreligious potvrđuje da portugalski sastav razumije turoban, morbidni metal te da zna kako stvoriti monolitske, prijeteće zvukove. Međutim, također dokazuje da se još uvijek muči oko skladanja pjesama te čak i pamtljivih rifova. Procjenjujući po samom zvuku, Irreligious je moćan komad unutarnje moći, ali nitko tko nije tvrdoglavi obožavatelj metala neće imati strpljenja šljapkati kroz ove blatne, zlonamjerne zvukove". U Portugalu je album bio prodan u više od 10.000 primjeraka, a na njemačkoj se ljestvici Top 50 albuma zadržao osam tjedana.

## Zasluge
| Moonspell - Fernando Ribeiro – vokali - Ricardo Amorim – gitara - Ares – bas-gitara - Pedro Paixão – klavijature, glazbeni uzorci - Mike – bubnjevi | Dodatni glazbenici - Birgit Zacher – vokali (na pjesmi 8) - Markus Freiwald – udaraljke (na pjesmi 4) Ostalo osoblje - Waldemar Sorychta – produkcija, miksanje - Siggi Bemm – inženjer zvuka - Rolf Brenner – fotografija - Media Logistics – raspored ilustracija, dizajn |